# Johan Brosens
Johan Brosens (Zundert, 25 november 1949) is een Nederlandse organisator en bestuurder in het verenigingsleven.
Voor zijn verdiensten in Zundert werd hij op 22 februari 2025 benoemd tot ereburger van Zundert.

## Carrière
Johan Brosens is geboren en getogen in Zundert waar hij opgroeide en actief was binnen het verenigingsleven, met name op het gebied van de kunst en cultuur. Vanwege zijn werk verhuisde hij, na 10 jaren dagelijks op en neer gereden te zijn, in 1988 naar Tilburg, waar hij samenwoont met partner Els Botermans.
Na zijn verhuizing bleef hij actief in Zundert, maar geraakte hij ook betrokken bij allerlei activiteiten in Tilburg.
Brosens werkte jarenlang (1977-2012) als coördinator en later als directeur van het Brabants Centrum voor Amateurtoneel (BCA), het latere Centrum voor Amateurkunst Noord Brabant (CVA) en Kunstbalie (voorloper van het huidige KunstLoc). Daarnaast zet hij zich al sinds zijn puberteit op vrijwillige basis in voor allerlei sociaal-culturele organisaties, waarvan hij niet zelden de initiatiefnemer is.

## Stichting Rotor 1965-1996
In 1965 was de 15-jarige Johan Brosens volgens zijn oudere zus Margriet te jong om met zijn vrienden deel te mogen nemen aan het plaatselijke jongerencentrum Rotor in Zundert. De puber richtte onmiddellijk een eigen club op voor jongeren tot 16 jaar, Contact. Deze twee gingen al snel samen en vormden de basis voor de latere onafhankelijke Stichting Rotor. Vrijwel meteen vanaf de start ontwikkelde deze stichting zich tot een energieke groepering die zich bezig hield met de organisatie van allerlei voorstellingen, concerten, exposities en manifestaties op verschillende locaties. Brosens was decennia lang voorzitter van deze stichting. Uit de beweging kwam zelfs een politieke jongerenpartij naar voren die met veel succes meedeed aan de gemeenteraadsverkiezingen.

## Autour de Vincent

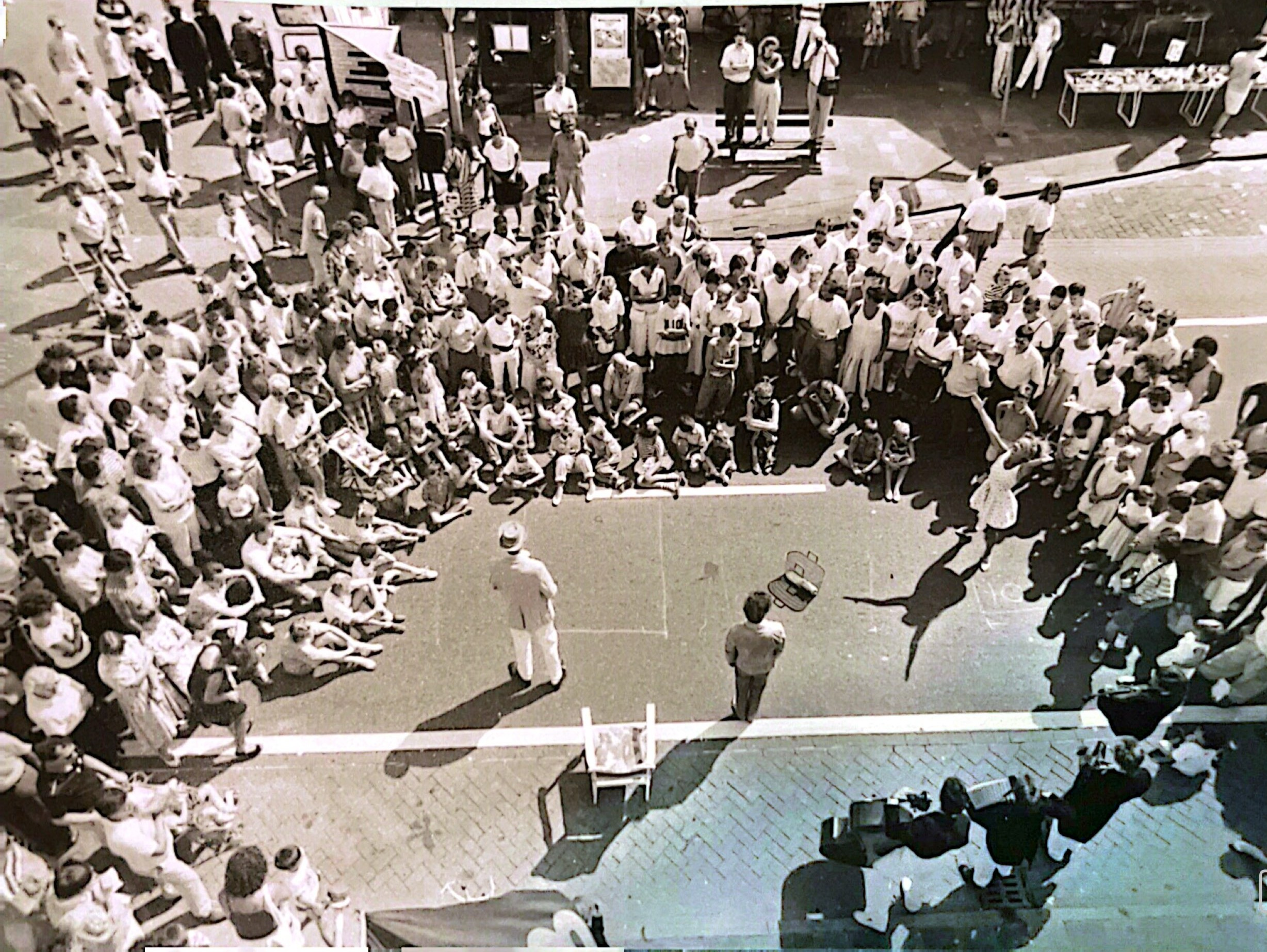
Markt Zundert tijdens festival Autour de Vincent, jaren zeventig

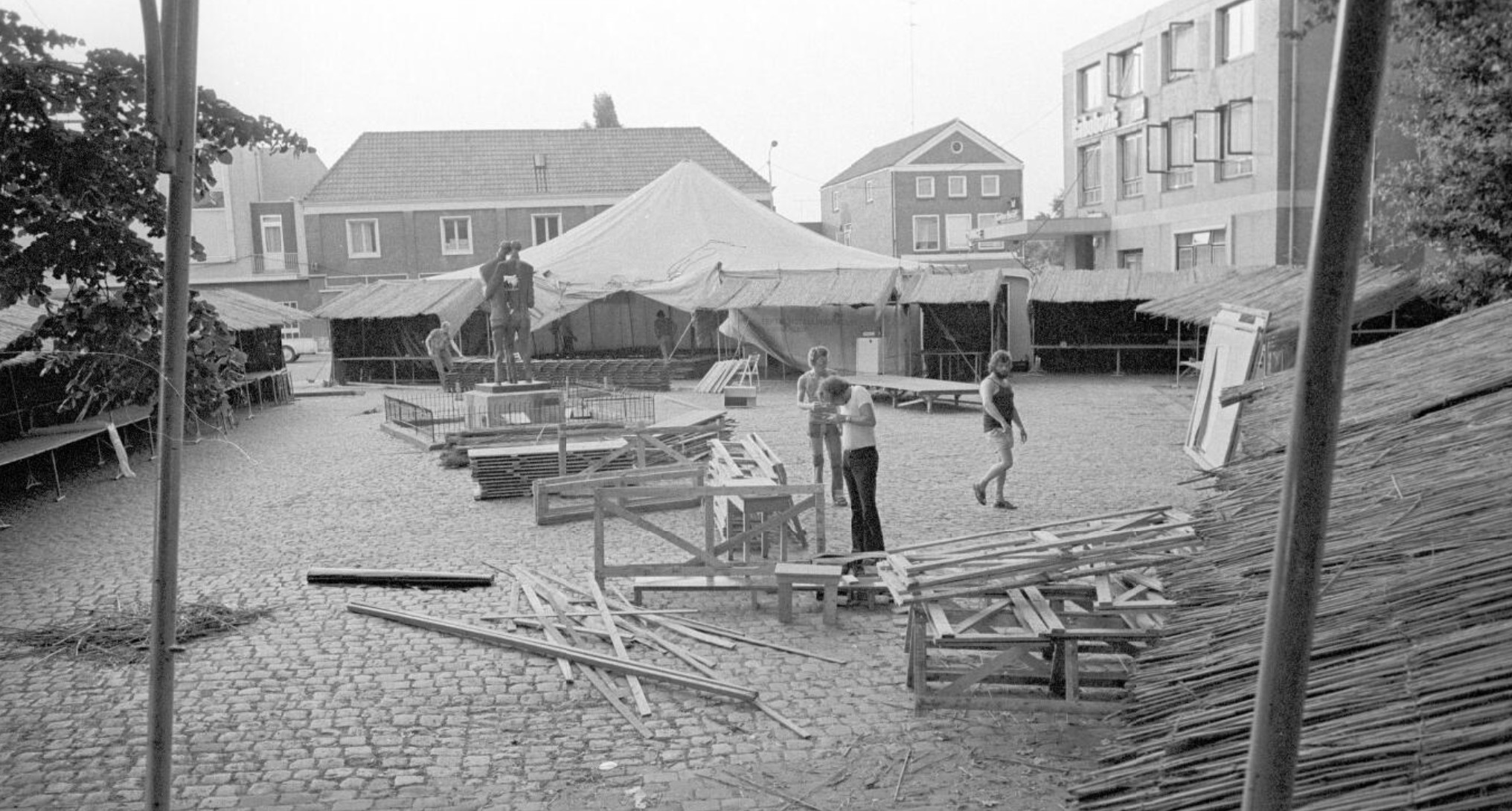
Brosens met vrienden bij opbouw 'Autour-plein'

Al in 1968 startte Stichting Rotor onder de bezielende leiding van Johan Brosens Autour de Vincent, een festival dat zich letterlijk en figuurlijk rondom Vincent van Gogh afspeelde, de wereldberoemde kunstenaar die in Zundert geboren is. Het festivalhart was het Van Goghplein met het beroemde beeld van Ossip Zadkine van Vincent en Theo van Gogh. Rotor organiseerde Autour de Vincent tot en met 1993. Het begon met oude ambachten en werk van regionale kunstenaars. Er was straattoneel en meestal een steelband na. Later werd het een prestigieus festival met veel gerenommeerde nationale en internationale acts uit verschillende artistieke disciplines. Ook beeldende kunst en literatuur kregen een belangrijke plaats in de programmering.
De reputatie van het tweedaagse kunstenfestival strekte tot ver buiten de dorpsgrenzen. De programmering deed niet onder voor festivals als Oerol of Boulevard. Jaarlijks kwamen er zo’n tien à vijftienduizend bezoekers op af, zowel de toevallige passant als de specifieke liefhebber. In die combinatie school ook de kracht van het festival: een balans tussen toegankelijkheid en vervreemding, waardoor voor iedereen spannende ontmoetingen met allerlei kunst(en) konden plaatsvinden. Niet voor niets droeg Autour de Vincent jarenlang als ondertitel: kijkdoos van toeval en cultuur. Voor de jeugd die in de vijfentwintig jaar van het bestaan van dit festival in Zundert opgroeide, was het vaak de eerste (en enige) kennismaking met cultuuruitingen van niveau.
In 2003 werd het festival opnieuw georganiseerd, in een extra luxueuze editie, bij gelegenheid van de 150e verjaardag van Vincent van Gogh. Vijf jaar later volgde een ‘kleine’ uitvoering, ter gelegenheid van de opening van het Vincent van GoghHuis en ter gelegenheid van de hernieuwde start van het Cultureel Centrum Van Gogh.

## Vestzaktheater

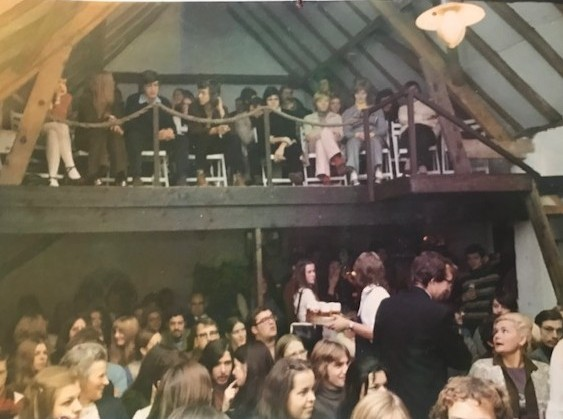
Vestzaktheater Den Bels, Zundert jaren zeventig

Naast Autour de Vincent exploiteerde Rotor van 1969 tot en met 1978 een eigen Vestzaktheater Theater Den Bels. In de schuur tegenover Café Den Bels was plaats voor 150 man publiek. Ook hier was Brosens initiator en drijvende kracht. Tal van nationale en internationale kleinkunstenaars en muzikanten uit die tijd hebben daar gespeeld, waaronder ’t Kliekske, Willem Vermandere, Wannes van de Velde, Flairck. Of de cabaretiers van toen, Don Quischocking, Ivo de Wijs, maar ook Jules Croiset met zijn eerste solo’s en het Werktheater. Het volwaardige programma trok publiek uit het hele land en maakte dat het theater tot ver in België bekendheid genoot.

## Diverse kunstproducties
Daarnaast produceerde Johan Brosens met Rotor in de loop der jaren vele voorstellingen, concerten, lezingen, boeken en exposities, zoals de uitgave van kunstpublicaties als bijvoorbeeld het fotoboek ‘Zundert tussen haar zondagen’ van Peter Cools (Papieren Tijger, Breda) en coproductie van de literaire gelegenheidsuitgaven bij Autour de Vincent door de uit Zundert afkomstige auteur Jack Nouws. En een reizende tentoonstelling van 15 speciaal door Brabantse kunstenaars vervaardigde schilderijen van 3×2 meter die onder meer te zien was in Zundert, Drenthe, Antwerpen, Nuenen, Amsterdam en St. Remy de Provence, plaatsen in Europa waar Van Gogh ooit woonde en werkte.

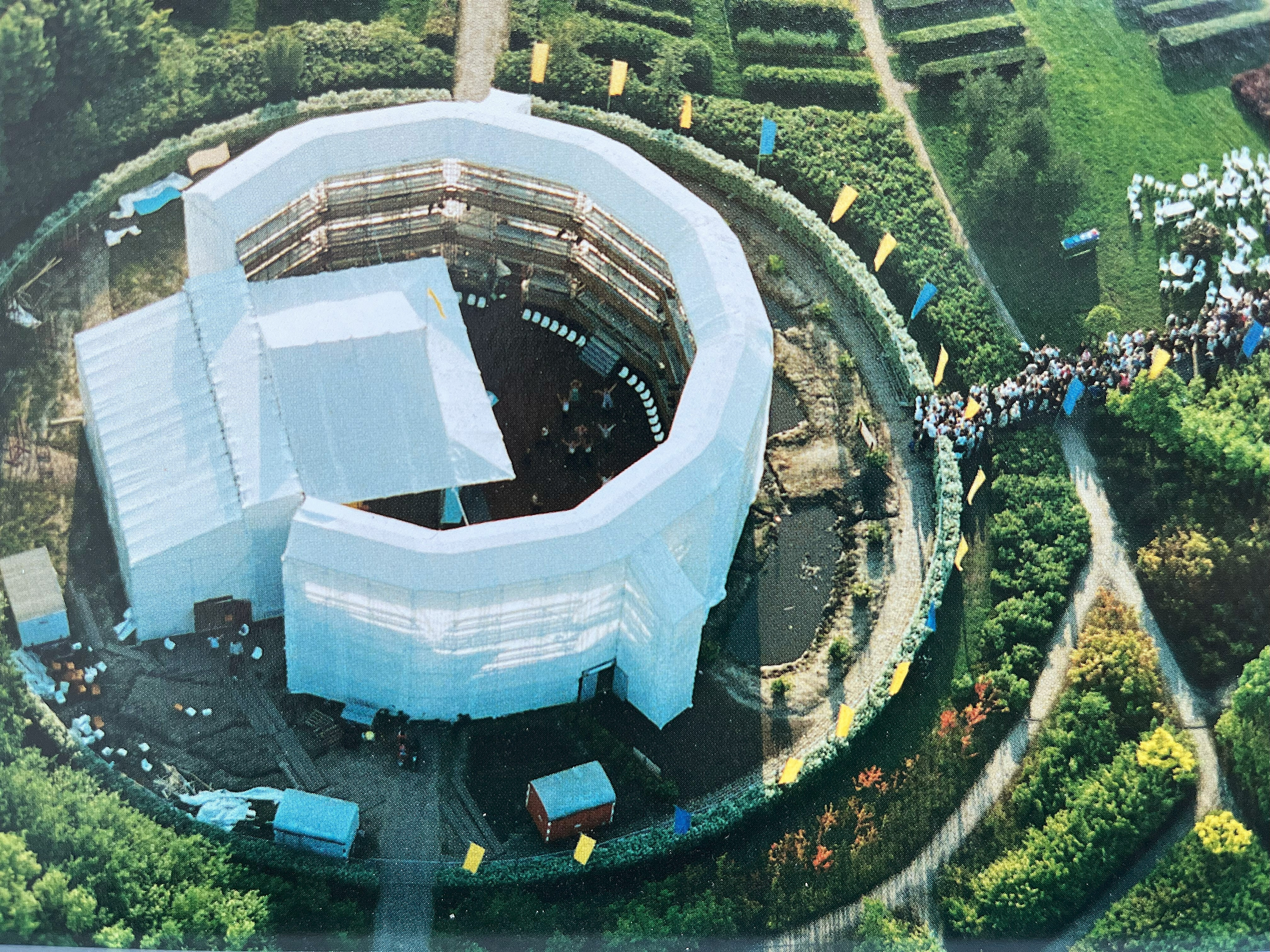
Replica Shakespeare's Globe in Zundert, zomer 2000

## Shakespearement

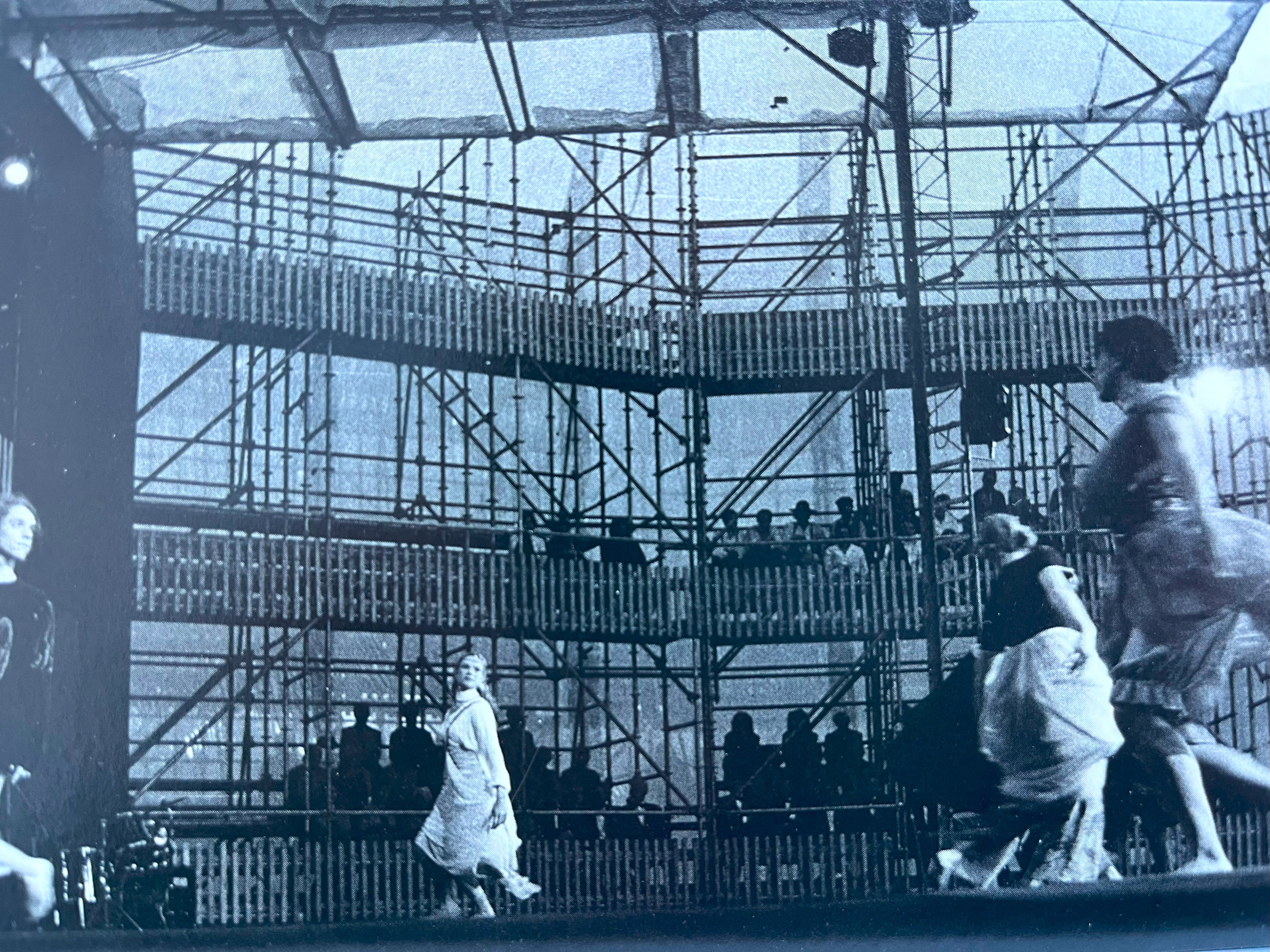
Voorstelling Shake Spier, op festival Shakespearement

In 2000 organiseerde Rotor op initiatief van Johan Brosens Shakespearement, een zeven weken durend festival rond het leven en werk van William Shakespeare met meer dan 40 voorstellingen en concerten en educatieve projecten in een speciaal, op exacte grootte nagebouwde replica van The Globe Theatre in Londen. Shakespearement werd bezocht door meer dan 12.000 bezoekers uit binnen- en buitenland. Het festival kreeg zowel landelijk als bij de zuiderburen veel publiciteit. Shakespearement geldt nu nog als schoolvoorbeeld van geslaagde gemeenschapskunst (het begrip Community Art stond nog in de kinderschoenen) en van optimaal cultuurbereik.

### Overige activiteiten binnen Rotor
In 2003, bij de viering van de 150e geboortedag van Van Gogh, werd de wereldpers gehaald met de fakedocumentaire Het Blik van Wallsteijn. In Zundert waren filmbeelden "gevonden" waarop de beroemde kunstschilder te zien was tijdens een laatste bezoek aan zijn geboortedorp.
Met de periodiek terugkerende Van Goghviering Autour de Vincent stond Johan Brosens met Rotor vanaf 2003 ook aan de basis van de permanente aandacht voor Van Gogh in Zundert: het Vincent van Gogh Huis.
Van 1994 tot 2000 organiseerde Rotor in samenwerking met een groep jongeren uit Zundert het tweedaagse muziekfestival 1TOT1, waar jaarlijks zo’n 15 à 20 gevarieerde bands en artiesten optraden. Rotor hielp bij de verzelfstandiging van de organisatie van 1TOT1 door oprichting van de gelijknamige stichting.
Daarnaast initieerde en organiseerde Brosens met Rotor diverse exposities van professionele en amateur beeldende kunstenaars, toneel- en dansvoorstellingen op uiteenlopende locaties (binnen en buiten), zoals 'Een Bos Is Niet Hetzelfde'(dans, performance en toneel op landgoed Wallsteijn in Achtmaal). En diverse kunst-educatieve projecten, zoals het Cobra-project voor het basisonderwijs in Zundert, literaire lezingen en voordrachten i.s.m. Cultureel Centrum Van Gogh en Bibliotheek Zundert.
Ook werd een aantal jaren in de periode van Autour de Vincent (2e weekeinde van augustus) tot en met het bloemencorso (eerste zondag van september) de grote World Press Photo tentoonstelling naar Zundert gehaald. Dat was bijzonder omdat deze expositie slechts op een beperkt aantal plaatsen in Nederland te zien was. Dat gold ook voor de LEGO-expositie die een aantal jaren naar Zundert kwam en die een aantal onder architectuur ontworpen gebouwen toonde.

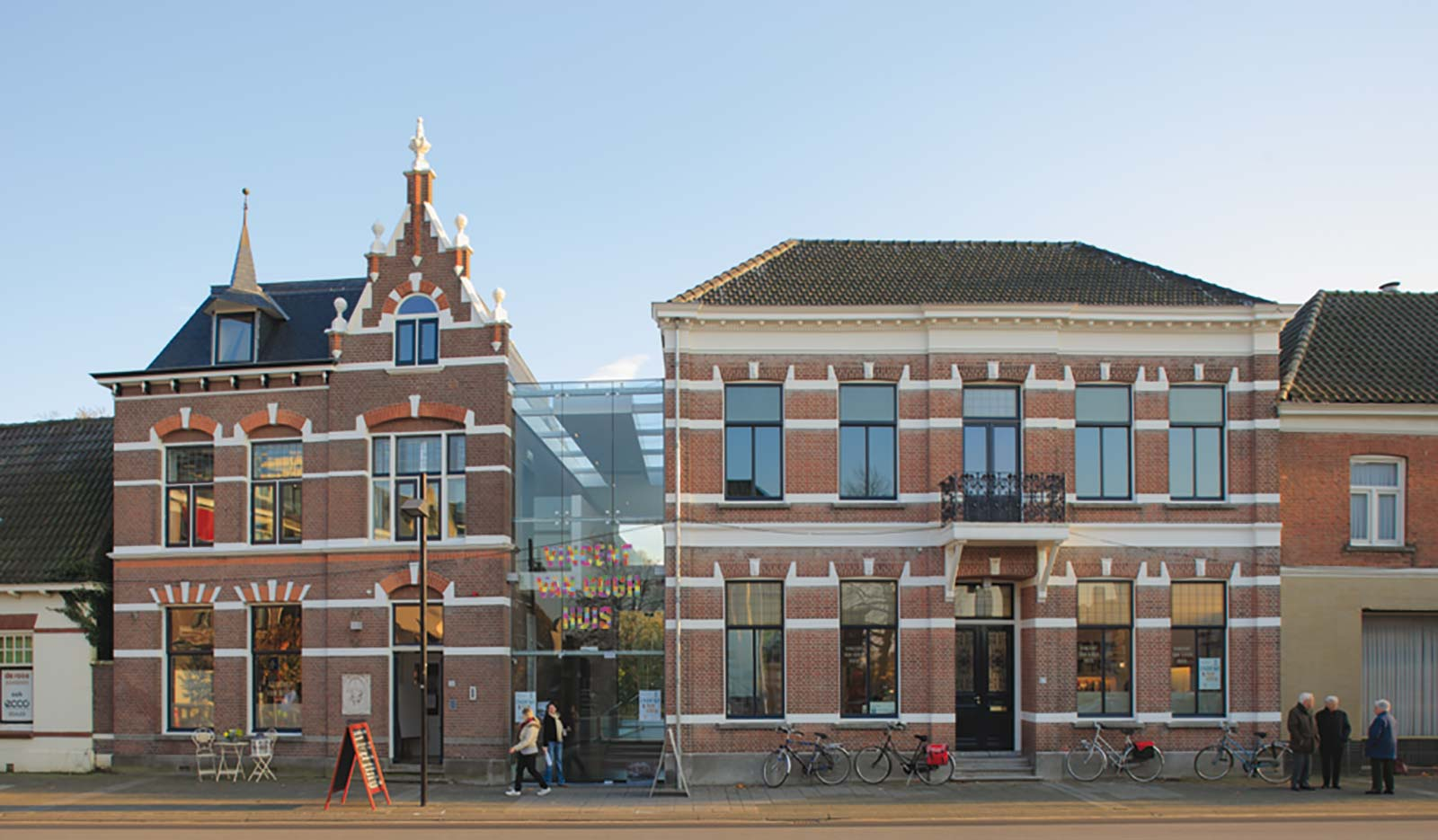
Het Vincent van GoghHuis Zundert, geopend in 2008

### Vincent Van GoghHuis & Van Gogh Galerie
In de nasleep van het Van Gogh Jaar 2003 en de door Rotor georganiseerde activiteiten, groeide bij Brosens het plan om op de geboortegrond van Vincent van Gogh een museum te stichten. Stichting Van Gogh en Zundert werd opgericht in nauwe samenspraak met wat toen nog het Van Gogh Centrum Zundert was (later Cultuur Centrum Zundert), met toenmalige directeur Kees Verdaasdonk. Brosens was initiatiefnemer en onaf latend de drijvende kracht achter deze pioniersjaren. Hij wist diverse Zundertenaren te enthousiasmeren voor dit plan en te betrekken bij de realisatie ervan. Ook werd er externe financiering gevonden.
In september 2008 werd het Vincent van GoghHuis in Zundert geopend op de geboortegrond van Vincent. Met een vaste presentatie en een ruimte voor wisseltentoonstellingen ontving het instituut al binnen korte tijd de museumstatus.

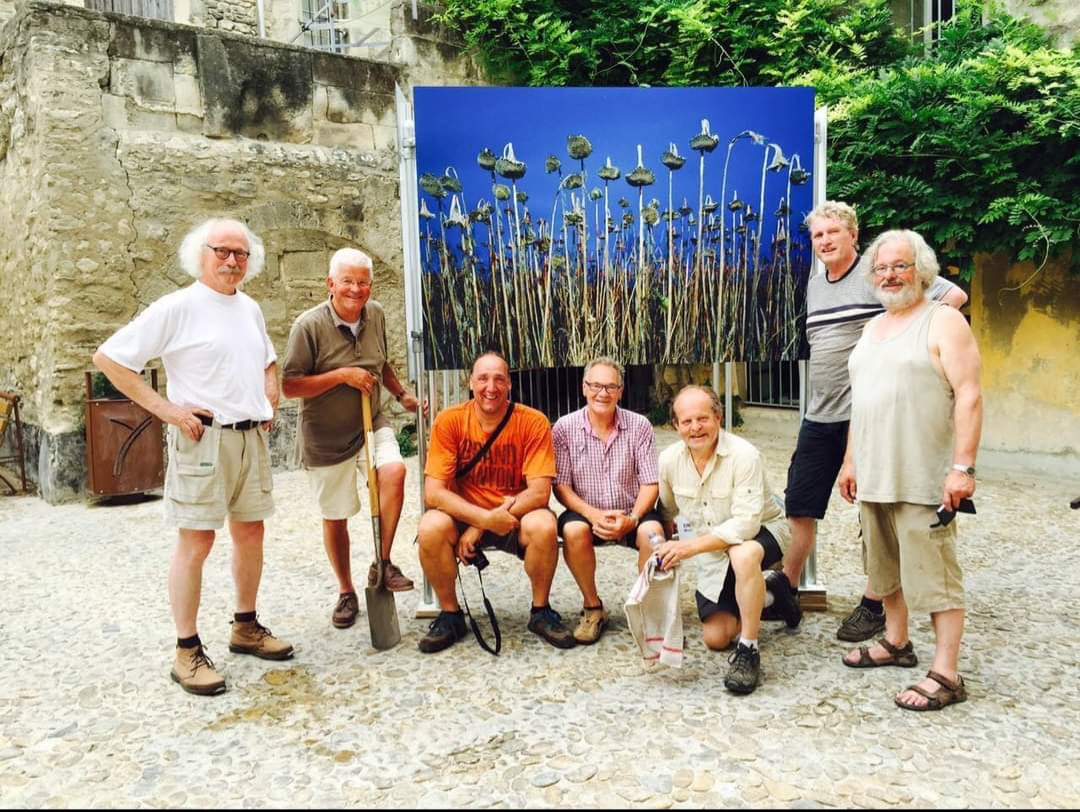
De bouwploeg van de reizende tentoonstelling in het kader van Van Gogh Europe, met fotowerk van Mischa Keijser

Ten tijde van de opening van het Van GoghHuis, werd de kosterswoning van de gereformeerde kerk in Zundert in haar voortbestaan bedreigd. Wederom was er het initiatief om deze historische plek te behouden voor de toekomstige generaties. Met steun van de provincie Noord-Brabant en de gemeente Zundert is de kosterswoning volledig gerestaureerd en in 2011 in gebruik genomen als gastenverblijf en galerie voor hedendaagse kunst. Naast de kosterswoning is een nieuw gastatelier gebouwd. Dit atelier wordt steeds voor een periode beschikbaar gesteld aan een kunstenaar, uit binnen- of buitenland, die ‘in de voetsporen van Van Gogh’ treedt en daardoor geïnspireerd op deze locatie werk maakt.
Sinds de oprichting hebben zowel het Van GoghHuis en de Artist in Residence zich ontwikkeld tot een in de kunstwereld gekende plek in binnen- en buitenland. Met beide initiatieven staat Zundert internationaal op de kaart.
Vanaf de oprichting in 2004 was Brosens voorzitter van de Stichting Van Gogh & Zundert en later ook van de Stichting Van GoghGalerie en GastAtelier. Ook was hij secretaris/ penningmeester van de gelieerde Stichting Kunstfonds Vincent van Gogh, de stichting die het kunstbezit en de documentatie van het Van GoghHuis in beheer heeft.
Als logisch gevolg van de eerste plannen voor het Van GoghHuis zijn later, mede op initiatief van Johan Brosens (de eerste gesprekken hierover met vertegenwoordigers van de Van Goghlocaties in Nuenen en Etten-Leur vonden op zijn kantoor in Tilburg plaats) ook het Samenwerkingsverband Van Gogh Brabant en Van Gogh Europe opgericht. Het feit dat een van de beroemdste kunstenaars aller tijden in Zundert geboren is, is daarmee geclaimd en gemarkeerd.
Vanaf de oprichting was Brosens secretaris van het bestuur van de stichting en na het bereiken van de maximale zittingstermijn van negen jaren werd hij lid van de Raad van Advies van de Van Gogh Sites Foundation, zoals Van Gogh Brabant inmiddels was gaan heten.
In mei 2024 rondde Johan Brosens zijn activiteiten voor het Van GoghHuis en de daaraan gelieerde functies af.

Roodkapje van Het Zundert Toneel, een eigen bewerking van het sprookje, 1982

### Het Zunderts Toneel (1971 – heden)
In 1971 informeerde Gerrit Hereijgers de toenmalige voorzitter van de slapende toneelvereniging Het Zunderts Toneel, bij Johan Brosens (hij was toen blijkbaar al de spreekbuis voor de actieve jongeren in het dorp) of het mogelijk was met de jongeren en wat oud-leden een herstart van de toneelactiviteiten te maken. De jongeren droegen in het begin vooral bij aan een vernieuwende theatrale vormgeving van verder nog traditionele stukken. Dat veranderde toen Brosens in 1983 voorzitter werd. Het Zunderts Toneel groeide uit tot een begrip in de hele regio.

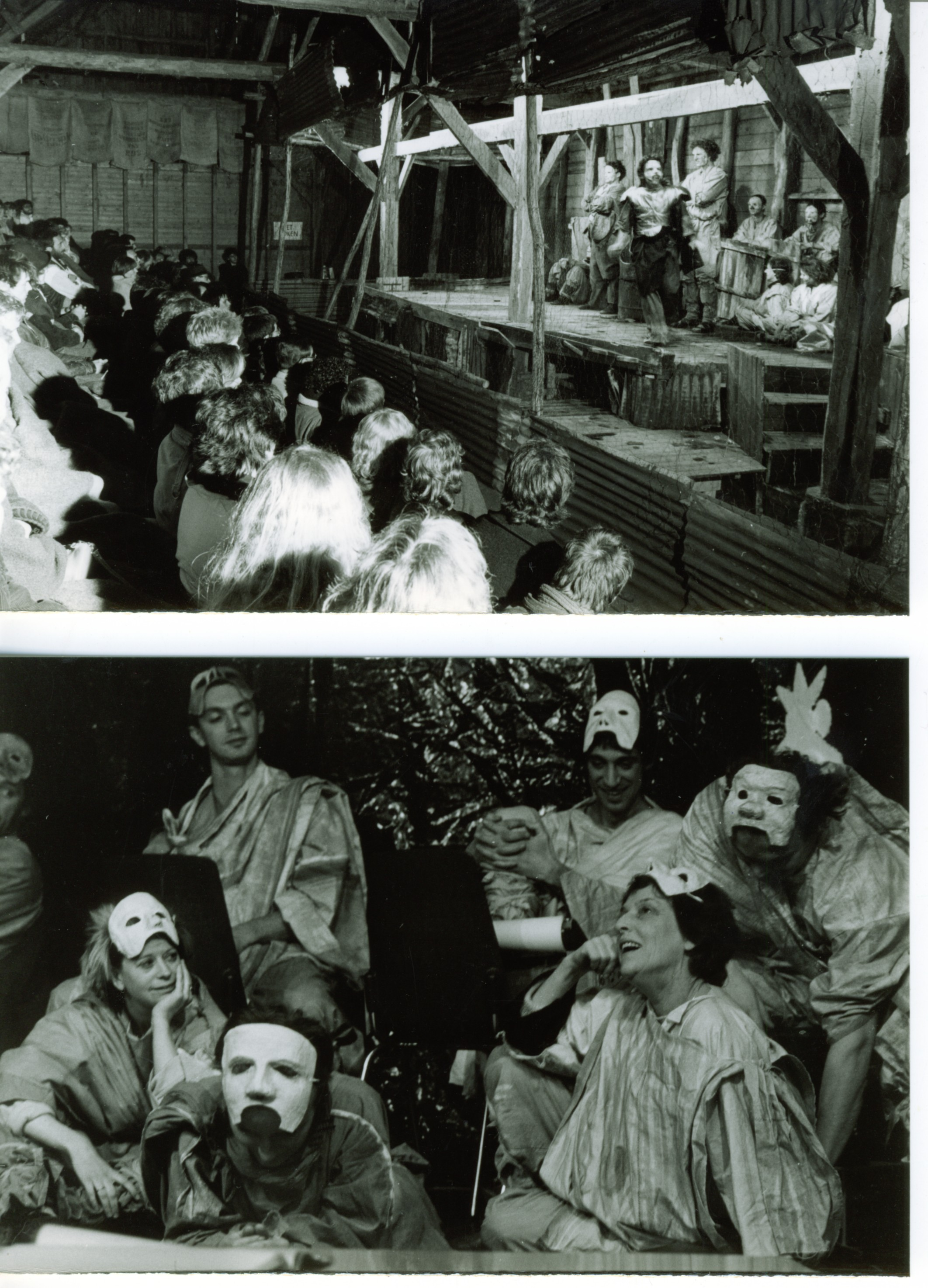
Het Zunderts Toneel, Oedipus, 1984. Tekst Hugo Claus, Regie Rudie Clause

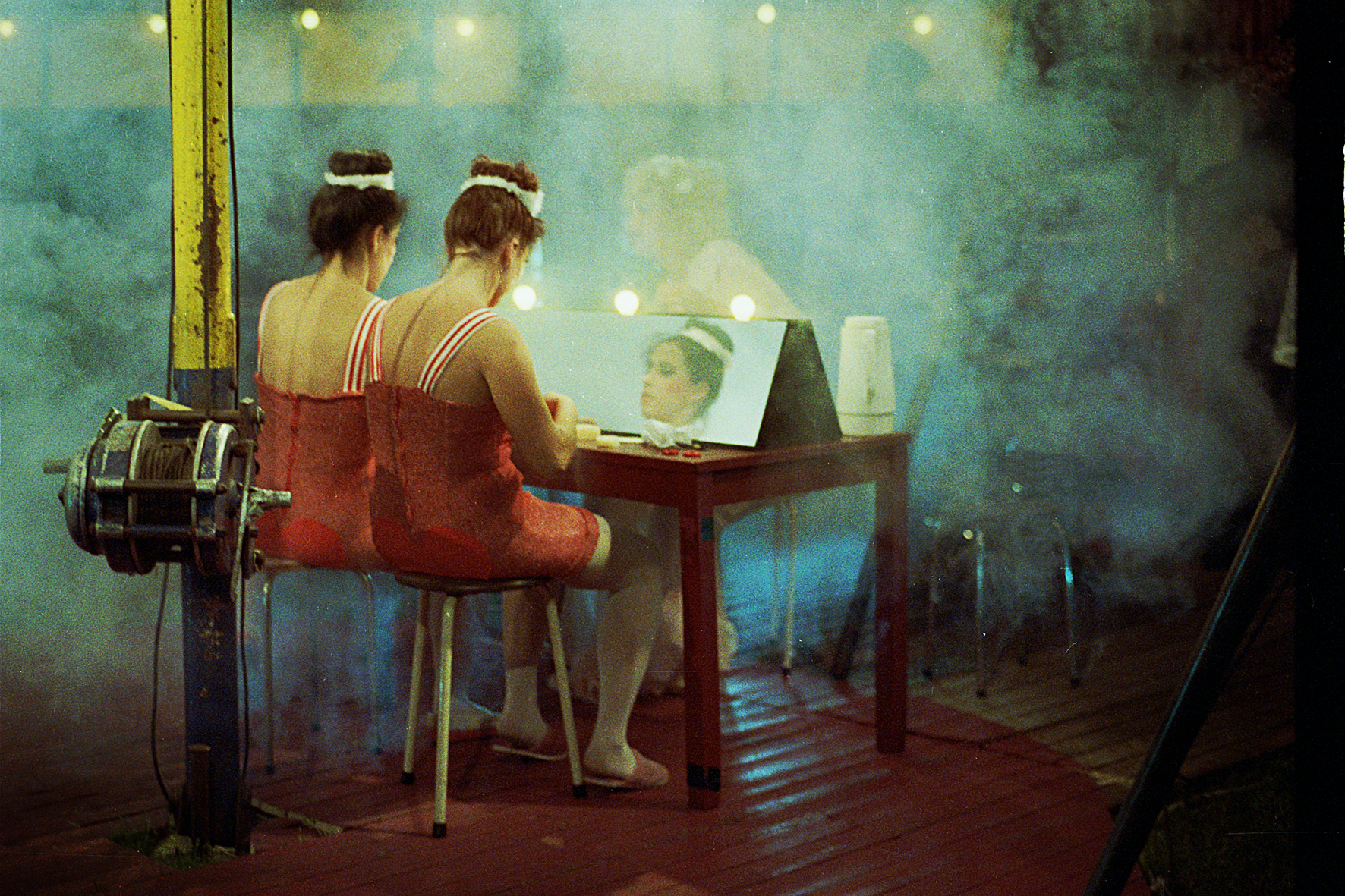
In de grime bij Een Zwoele Zomeravond, 1992

Onder zijn aanvoering en ook door zijn beroepsmatige contacten via het Brabants Centrum voor Amateurtoneel nam de ontwikkeling van ‘zijn’ Zunderts Toneel een enorme vlucht. Het gezelschap liet zich vanaf toen uitsluitend omringen met professionele makers (regie, vormgeving, techniek, financiering, marketing), het verdween daarnaast letterlijk van het traditionele toneel en speelde voortaan - in navolging van de roemruchte Theatergroep Hollandia - uitsluitend op locatie: circustenten, boomkwekersloodsen, de openbare ruimte, een gymzaal, een brandweerkazerne, een oude supermarkt, een kloostertuin, leegstaande woningen.
Steeds vaker speelde de locatie zelf een inhoudelijke rol. Niet enkel als een alternatief voor de dorpszaal, maar als een sturende bron van inspiratie. De locatie – de samenleving – als onvermijdelijk uitgangspunt voor een spannende voorstelling. De ontwikkeling van Het Zunderts Toneel - het resultaat van het ruim 25-jarig voorzitterschap van Johan Brosens - is ook zichtbaar in de toenemende, regionale en nationale belangstelling. Zowel van publiek als van ondersteunende partners.
Bij gelegenheid van zijn 25-jarige voorzitterschap ontving Brosens in 1996 uit handen van toenmalig burgemeester Gruijters als gemeentelijke waardering een replica van het corsomeisje, ontworpen door beeldend kunstenaar Henk Groenhuis.
Ook ontving hij in dat jaar de zilveren rederijkersspeld van de Nederlandse Vereniging voor Amateurtheater(NVA), mede voor zijn verdiensten voor het amateurtheater op bovenlokaal niveau.

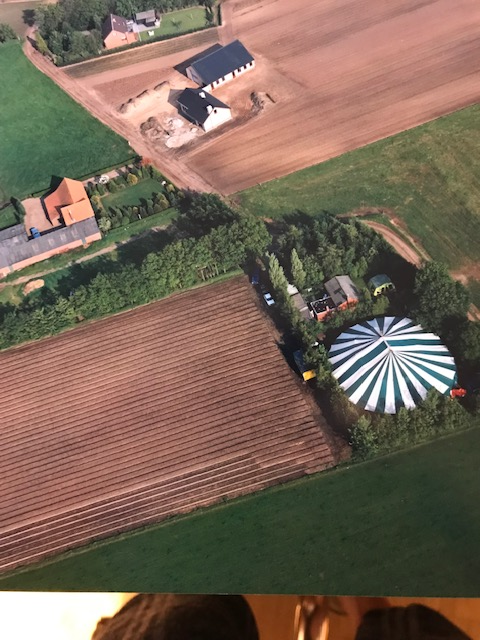
De circustent die in de achtertuin van Johan Brosens werd opgezet voor Het Zunderts Toneel, 1987

In 1987 bestond Het Zunderts Toneel 40 jaar en dat jubileum werd gevierd met de voorstelling Tijl Uilenspiegel, die opgevoerd werd in een grote circustent die Brosens samen met zijn vriend Ad Evers speciaal hiervoor privé gekocht hadden. Na afronding van de voorstellingenserie op het grasveld van het huisje van Brosens aan de Oekelsebaan in Zundert werd de grote circustent (28 x 32 meter) weer doorverkocht.
In 2009 ontving hij van de landelijke vereniging, het NVA, de gouden erespeld vanwege het feit dat hij in dat jaar 40 jaar actief was voor het amateurtheater.
Een absoluut hoogtepunt in 2000 was daarbij de tijdelijke samenvoeging van ‘zijn’ beide clubs, Rotor en Het Zunderts Toneel, voor de organisatie van Shakespearement. Ook van deze stichting was Brosens voorzitter.

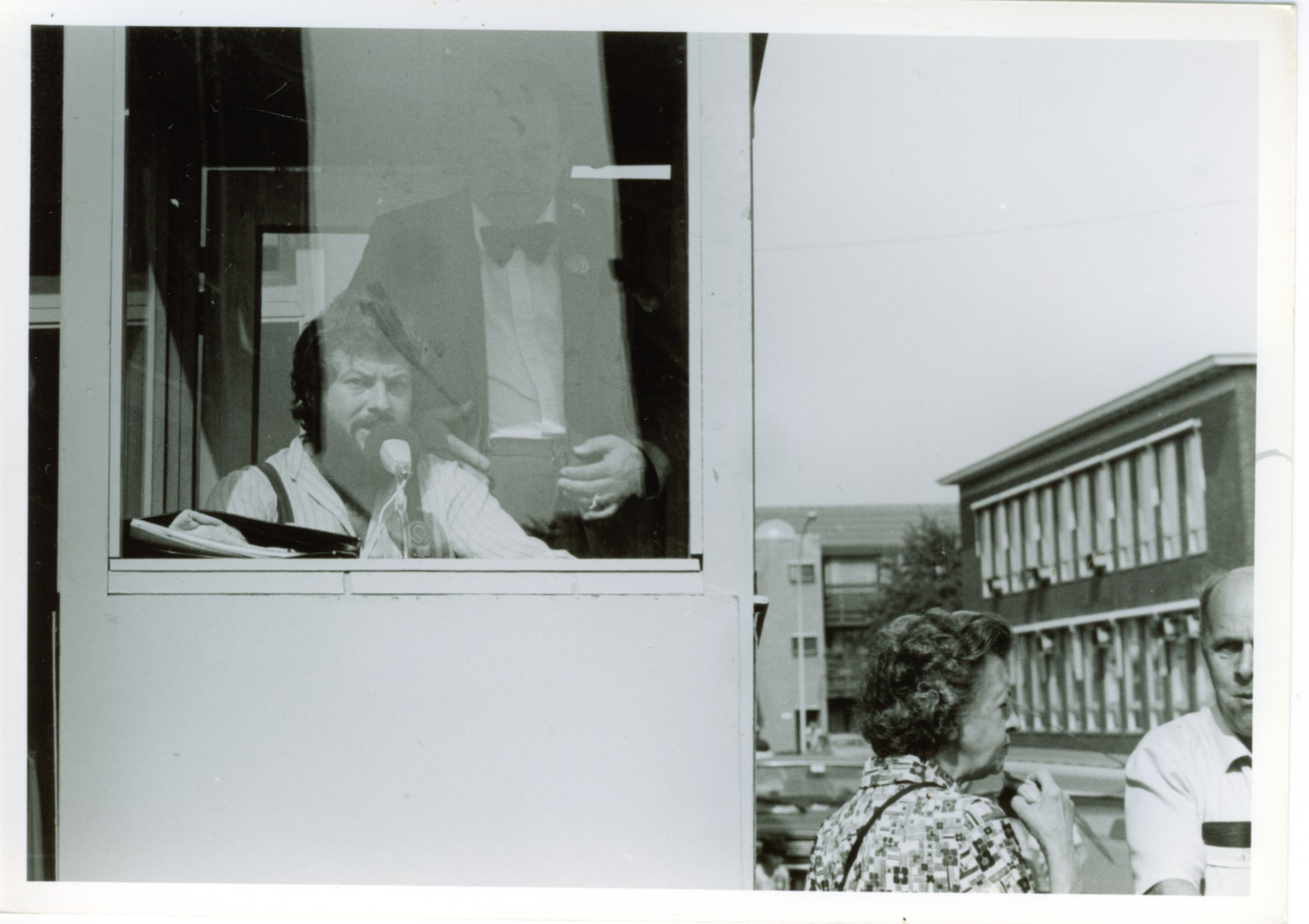
Johan Brosens als omroeper (presentator) bij Bloemencorso Zundert, jaren tachtig

Eind jaren zeventig tot halverwege de jaren negentig initieerde en organiseerde Johan Brosens ook het Straattheaterfestival tijdens bloemencorso Zundert. Tientallen groepen en spelers uit heel Nederland onderhielden het wachtende publiek voorafgaand aan het bloemencorso met theatervoorstellingen, performances, muziek en verborgen animatie. Een jarenlange samenwerking tussen Het Zunderts Toneel en het BCA/CvA, met Brosens als grote verbinder.
Johan Brosens was ruim 35 jaar lang voorzitter van Het Zunderts Toneel, waarvan hij nog steeds lid is.

### Corso Zundert
Johan Brosens is geboren in buurtschap Laarheide en later verhuisd naar Tiggelaar. Net als vele kinderen was hij van jongs af aan betrokken bij de jaarlijkse bouw van de bloemencorsowagen. Met collega-kartrekkers als Tjeu van Mierlo droeg hij in zijn eigen buurtschap bij aan de broodnodige verjonging van de bouwploeg en aan een kwaliteitsverbetering via de inzet van meer artistieke ontwerpers.
Later woonde hij terug in buurtschap Laarheide en toen daar tussen 1979 en 1983 te weinig animo bestond voor deelname aan het bloemencorso, zette Brosens zich actief in om ook deze buurt nieuw leven in te blazen. Hij nam als voorzitter voor een jaar zitting in het bestuur en trok opnieuw een vereniging uit het slop. Sindsdien is Laarheide opnieuw elk jaar vaste deelnemer van Corso Zundert.
Een andere bijdrage aan het corso bestond uit het jarenlang organiseren van het Straattheaterfestival (zie de beschrijving van zijn bijdrage aan Het Zunderts Toneel). Ook was hij geruime tijd (15 jaar) lid van het Oranjecomité, de organisatie van het bloemencorso dat later een zelfstandige stichting werd.
Van 1977 tot 1992 was hij lid van het dagelijks bestuur met de portefeuilles publiciteit, straattheater, jaarmarkt en muzikale invulling van de optocht.

## Milieugroep Zundert
Johan Brosens is in Zundert ook vaak actief geweest op maatschappelijk en politiek terrein, zeker als het gaat om natuurbehoud, zoals bij Milieugroep Zundert. Het fundament voor deze vereniging is in 1973 gelegd toen er alarmerende berichten in kranten verschenen over de Belgische waterwinningsmaatschappij PIDPA die een aantal putten in de omgeving van het rietmoeras van De Maatjes, op de grens met Achtmaal en Nieuwmoer, had geslagen om water uit dit gebied te onttrekken voor de Antwerpse industrie. Samen met zijn vriend en schoonbroer Charles Brosens zocht hij contact met de Belgische actievoerders en richten ze samen met boeren en natuurbeschermers uit België de actiegroep ‘Behoud Rietlandschap De Maatjes’ (BRM) op. Brosens nam zitting in het bestuur. Met succes, de plannen werden van tafel geveegd en na een jaar kon de actiegroep worden ontbonden.

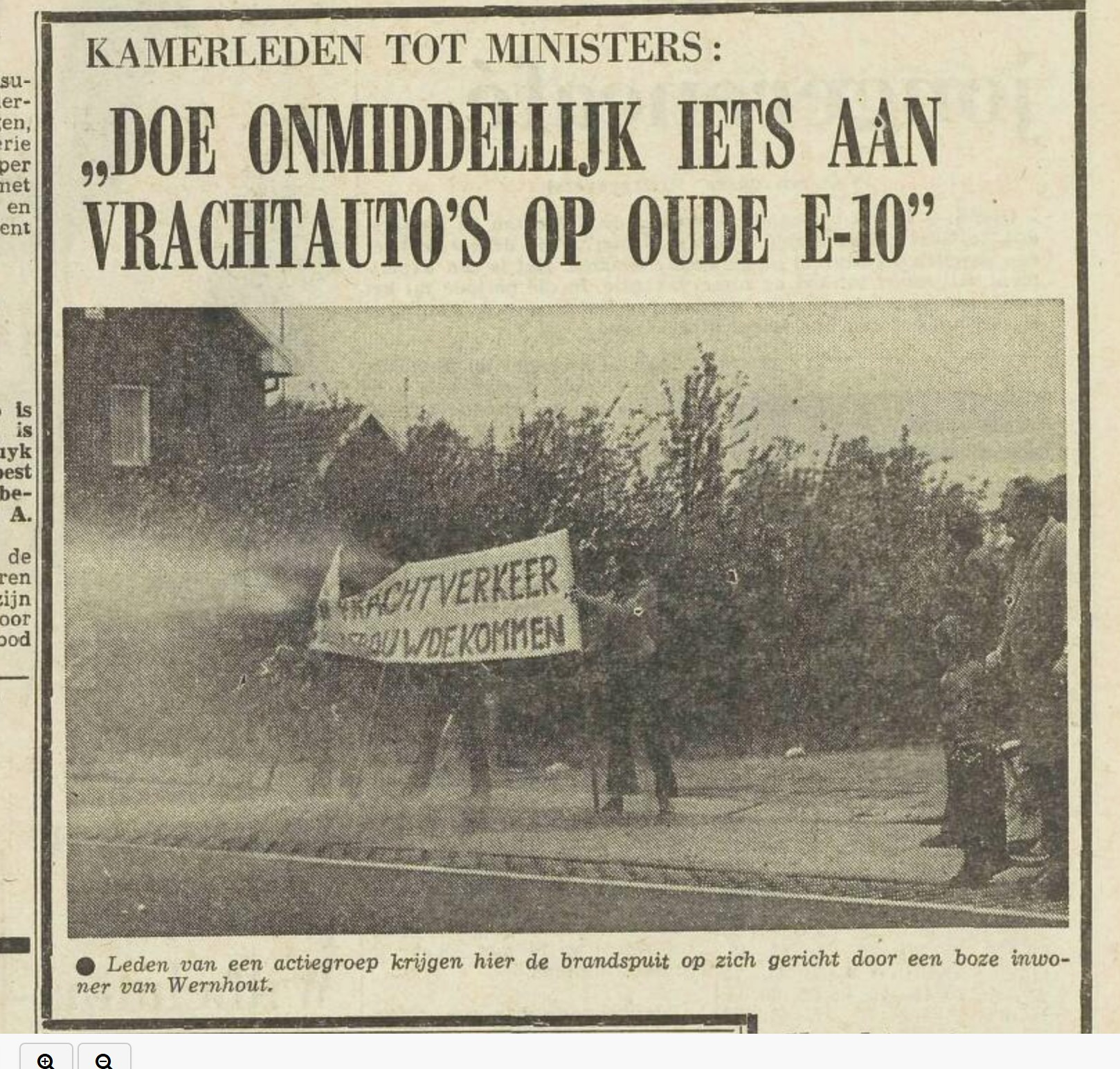
Krantenbericht De Stem 1974 over actiegroep Weg Verkeer

Vanuit deze groep kwam steeds meer vraag naar ondersteuning voor andere zaken die betrekking hadden op het leefmilieu. Zo ontstonden de Knotwilg- en de Vogelwerkgroep waaraan Brosens ook steeds actief deel nam. De ‘Milieugroep Zundert' werd opgericht die een paraplufunctie vervulde voor deze werk- en actiegroepen. Een spraakmakende groep waar Brosens een van de vaste actievoerders was, was: WEG VERKEER. Deze had tot doel om het drukke vrachtverkeer uit de dorpskommen van Zundert en Rijsbergen te weren en die met haar actie destijds heel wat stof heeft doen opwaaien binnen de Zundertse dorpsgemeenschap. Niet zonder resultaat: Uiteindelijk verdween de gehele grensovergang met bijbehorende ondernemingen en verkeer van de oude grens Wernhout-Wuustwezel naar Hazeldonk aan de nieuwe E10.
Brosens nam ook het initiatief tot de knotwilg-werkgroep waarmee jongeren de natuurgebieden introkken om achterstallig onderhoud te plegen aan kwijnende knotwilgen. De Milieugroep Zundert legde zich in die tijd ook toe op voorlichting en educatie, voerde procedures tegen de Hinderwet, vochten tegen kap- en bouwvergunningen en hielden bestemmingsplannen kritisch tegen het licht.
Dit allemaal in een tijd waarin milieu voor velen nog een ‘vies' woord was en er weinig waardering bestond in de samenleving voor de ‘milieumannen met de geitewollen-sokken'. Uit de vereniging Milieugroep Zundert is later de politieke partij Groen Zundert ontstaan, die jarenlang een rol van betekenis speelde in de Zundertse gemeentepolitiek.
Omdat voor het beschermen van het buitengebied veel gegevens nodig waren werd in 1975 de Vogelwerkgroep Zundert opgericht. Deze werkgroep is inmiddels tot een van de grootste en fanatiekste Vogelwerkgroepen van Noord-Brabant uitgegroeid. Uit deze biotoop ontstond uiteindelijk het landelijk bekende Vogelrevalidatiecentrum.

## Café Brein, 2016 - heden
Brosens was in 2016 betrokken bij de voorstelling ‘Verbinding Verbroken’ in het toenmalige Cultuur Centrum Zundert. Deze voorstelling werd gemaakt en gespeeld door cliënten van het NAHuis Tilburg, een huis voor mensen met een niet aangeboren hersenletsel (NAH). Brosens was als medeproducent in Tilburg bij deze productie betrokken.
Die voorstelling oogstte veel succes bij het publiek, waaronder veel ervaringsdeskundigen, mantelzorgers en andere personen die bij de NAH-doelgroep betrokken waren. Na afloop werd duidelijk dat er ook in Zundert bij veel mensen behoefte bestond om ook in Zundert een ontmoetingsplek te hebben waar mensen elkaar in een informele sfeer zouden kunnen ontmoeten en kunnen leren van elkaars ervaringen. Een plek, letterlijk en figuurlijk zonder drempels, een informele omgeving waar niets moet maar alles zou kunnen. Brosens is een van de initiatiefnemers van Café Brein in Zundert, dat in 2018 van start ging en tot nu toe nog steeds maandelijks een bijeenkomst organiseert.

## Stichting Brabant Cultureel
Sinds 2014 tot heden is Johan Brosens secretaris van het bestuur van de Stichting Brabant Cultureel. In deze functie is hij betrokken bij het algemene beleid van de stichting en voert hij de Vrienden-, Begunstigers- en Partners-administratie. Brabant Cultureel is het digitale platform voor kunst en cultuur in de provincie Noord-Brabant. Door een 'vrijwillige' redactie worden jaarlijks ruim 240 artikelen en 20 literaire bijdragen gepubliceerd, waarvan via de website bijna 200.000 maal kennis wordt genomen.

## Stichting Kultoer Tilburg
Van 2018 tot 2024 was Brosens voorzitter van de Stichting Kultoer in Tilburg. Deze stichting had een roemruchte geschiedenis van het organiseren en produceren van allerlei activiteiten op het terrein van met name muziek en theater. In 2018 werd door het bestuurslid, later artistiek leider, Harrie Verkerk, het initiatief genomen tot de organisatie van de Theaterkermis LunaLunaLuna. Deze activiteit kende, na een aantal afgelastingen vanwege corona, een aantal succesvolle edities die samenvielen met de Tilburgse kermis. In 2024 vond de laatste editie plaats. Door verslechterde omstandigheden, met name op financieel gebied, moest besloten worden om na 2024 LunaLunaLuna niet meer te organiseren.

## Internationaal Folk Festival Tilburg
Van 2000 tot en met 2005 was Brosens bestuurssecretaris van de Stichting Internationaal Folkfestival. Deze stichting organiseerde haar meerdaagse festival met een keur van binnenlandse en buitenlandse folkmuziek-groepen, steeds in popcentrum 013. Daarmee genereerde het festival een grote landelijke bekendheid en kreeg steeds meer belangstelling. Toch stopte het festival, na 5 succesvolle jaren, zoals ook het festival LunaLunaLuna, door verslechterde omstandigheden, met name op financieel gebied.

## Tilburgse Revue
In Tilburg was Brosens tweemaal coproducent van de grote muziektheaterproductie van de Tilburgse Revue. In 1993 was dat de voorstelling 'Paling & Petticoats' en in 1997 'Een beeld van een man'. Beide voorstellingen werden geregisseerd door Anny Ketelaars,de muzikale leiding was in handen van Lauran van der Sanden (componist en dirigent) en verantwoordelijke voor de dans was Agaath Verspeten.
De producties van de Tilburgse Revue werden steeds een tiental malen opgevoerd in de grote zaal van de Tilburgse Schouwburg en werden steeds door een kleine 10.000 bezoekers bezocht.
Mede door zijn werk als coproducent van de Tilburgse Revue werd Brosens in 1994 door het Tilburgse Oranjecomité gevraagd om een speciale productie bij gelegenheid van de herdenking van 50 jaar bevrijding te produceren. Deze grote productie werd ook geregisseerd door Anny Ketelaars en speelde tweemaal in de grote, volle, zaal van de Tilburgse Schouwburg. Een van de voorstellingen werd bezocht door honderden Canadese oud- militairen die in 1944 betrokken waren bij de bevrijding van Tilburg.

## En Verder
Johan Brosens was nauw betrokken bij de oprichting van de stichting Beeldend Centrum Zundert, een samenwerkingsverband van Zundertse beeldende kunstenaars. Hij droeg bij aan de reanimatie van de schietvereniging Eikels worden Eiken toen die te kampen hadden met een teruglopend ledenaantal. Hij was bestuurslid, jeugdelftalbegeleider en redacteur van het clubmagazine 'De rood-zwarte spil' bij Voetbal Vereniging Zundert en was met regelmaat intermediair tussen diverse culturele en erfgoedorganisaties enerzijds en regionale en landelijke fondsen anderzijds. Vele culturele verenigingen en individuele beoefenaars hebben dankbaar gebruikgemaakt van zijn enorme praktijkkennis en ervaring.
Ook organiseerde Brosens voor de eerste maal Open Molendagen bij de Akkermolen in Zundert. Die succesvolle open dagen werden door honderden belangstellenden bezocht en leidde er uiteindelijk toe dat er een groep van vrijwillige molenaars ontstond, waar onder andere zijn broer Jac deel van uitmaakte. Door deze vrijwilligers werd de molen draaiende gehouden en periodiek voor bezoekers opengesteld.
Brosens was jarenlang correspondent Zundert e.o. voor dagblad De Stem. In die rol zorgde hij voor de krantenberichten rond tal van activiteiten en nieuwsfeiten uit Zundert en omgeving. Ook werd hij door de redactie meerdere malen gevraagd om verslag te doen van de gemeenteraadsvergaderingen in Zundert en het schrijven van recensies van amateurtoneelvoorstellingen in de regio.

## Onderscheidingen
- In 1997 werd Johan Brosens Koninklijk onderscheiden vanwege zijn verdiensten voor Het Zunderts Toneel waar hij op dat moment 25 jaar voorzitter was.

Bij die gelegenheid ontving hij uit handen van burgemeester Gruiters een replica (max. 25 exemplaren) van het door beeldend kunstenaar Henk Groenhuis gemaakte beeldje 'het corsomeisje', zoals dat als bronzen standbeeld op de Zundertse Markt staat.
- In 2009 ontving Johan Brosens van de Nederlandse Verenging voor Amateurtheater de Zilveren rederijkersspeld voor zijn verdiensten voor het amateurtheater op boven lokaal niveau. Ook ontving hij van dezelfde vereniging in dat jaar het Gouden insigne voor het feit dat hij 40 jaar actief was binnen het amateurtheater.
- In 2012 ontving Brosens uit handen van locoburgemeester Marjo Frenk de Zilveren Legpenning, een onderscheiding van de gemeente Tilburg voor zijn jarenlange inzet voor de amateurkunst in Tilburg en Brabant.
- Datzelfde jaar werd hij gelauwerd als Brabantse Hoeder en won hij de zogenaamde Brabant Bokaal voor zijn inzet voor initiatieven en organisaties in deze provincie.
- Johan Brosens ontving op 22 februari 2025 het Ereburgerschap van de gemeente Zundert. De gemeente waar hij geboren is en zich sinds 1965 geheel belangeloos inzet voor diverse initiatieven en organisaties.